# Windpark Noordoostpolder
Windpark Noordoostpolder is een Nederlands windpark. Het werd op 19 juni 2017 officieel geopend door voormalige minister van economische zaken Maria van der Hoeven, die in haar tijd op EZ de bouw mogelijk had gemaakt. Het park bestaat uit drie delen: Westermeerwind (in het water), Zuidwester (tussen de Ketelbrug en Urk) en NOP Agrowind en is de grootste van Nederland. Er staan langs de IJsselmeerdijk in de gemeente Noordoostpolder, provincie Flevoland, 86 turbines, waarvan 38 op het land en 48 in het water. De turbines op het land zijn van type Enercon E-126 met elke een vermogen van 7.5 MW. De buitendijkse turbines zijn van type Siemens 3.0DD-108 met elke een vermogen van 3 MW. Het totaal opgesteld vermogen is 429 MW. De grootste turbines hebben een tiphoogte van 198,5 meter, hoger dan de Euromast. Het windpark heeft 916 miljoen euro subsidie toegezegd gekregen.
Het plan, genaamd 'Windenergie langs de dijken van de Noordoostpolder', is een zogenoemd rijksinpassingsplan en vindt zijn grondslag in de Crisis- en herstelwet. De turbines staan op 1,6 km afstand van buurgemeente Urk, van waaruit veel maatschappelijke weerstand tegen het park ontstond.

## Destijds Nederlands grootste windmolenpark in een binnenwater
De Nederlandse overheid wil zoveel als mogelijk overschakelen op duurzame energie. Dit gebeurt door het stimuleren van verschillende energieopwekkingsmethodes zoals zonnepanelen, warmte- en koudeopslag, waterkrachtcentrales en windenergie. Investeringen in de bouw van windturbines in windenergieparken worden daarom gestimuleerd met subsidies. Ze leveren een bijdrage aan het opwekken van energie zonder de CO2-uitstoot waarmee ook de nieuwste energiecentrales op fossiele brandstof het milieu belasten.
Het windpark Noordoostpolder zal aan ruim 400.000 huishoudens elektriciteit leveren. In het windpark waren oorspronkelijk 93 windturbines gepland; ondertussen is dit, ten behoeve van een grotere afstand tot de historische kern Urk, teruggebracht tot 86. Van die 86 turbines hebben er 38 een binnendijkse plaatsing en 48 stuks komen in het IJsselmeer te staan. De buitendijkse turbines zijn geleverd door Siemens en hebben een nominaal vermogen van 3,6 MW.
Elke van de binnendijkse turbines heeft een nominaal vermogen van 7,58 MW. De ashoogte is 135 meter en de rotordiameter is 127 meter. De maximum wiektiphoogte (de afstand tussen de basis van de molen en het uiteinde van een wiek als deze recht boven de mast staat) van de turbines bedraagt dus 198,5 meter. De maximale rotatiesnelheid bij de maximale productie van 7,58 MW bedraagt 11,7 rotaties per minuut, dat is meer dan 5 seconde per omwenteling. De E-126-turbine van Enercon is recordhouder wat betreft trage rotatie bij maximumvermogen.
Voor 26 windmolens die in de buurt van woningen geplaatst worden, zal volgens de ontwerpvergunning een geluidslimiet gedurende de nacht gaan gelden.
Op 26 mei 2014 werd het startschot gegeven voor de bouw van Windpark Zuidwester, onderdeel van Windpark Noordoostpolder. Er komen 12 Enercon windturbines (type E-126), waarvan acht langs de Zuidermeerdijk en vier langs de Westermeerdijk. Elke turbine heeft een output van 7,5 MW waarmee de totale capaciteit van het park uitkomt op 90 MW. Ze vervangen 50 oude turbines met een veel kleinere capaciteit. Dit deel van het park werd ook op 19 juni 2017 officieel geopend.
Tot de start van het Windpark Fryslân was dit windmolenpark de grootste in een binnenwater van Nederland.

## Tegenstand
Als reactie op berichten in de landelijke media dat Windpark Noordoostpolder het grootste windturbinepark van Nederland zou worden werd in mei 2008 het Comité Urk Briest opgericht. Een groep Urkers ging de dijk op om met borden en spandoeken tegen het bouwplan van het windpark te demonstreren. Het comité, dat zich samen met negen andere Urker belangengroeperingen heeft verenigd in Stichting Erfgoed Urk (SEU), zegt breed te worden gesteund door de Urker bevolking en politiek.
Volgens het comité is bij de planning van Windpark Noordoostpolder geen rekening gehouden met de belangen van buurgemeente Urk. Deze gemeenschap van ruim 18.000 inwoners zou tot juni 2008 niet hebben geweten wat de plannen inhielden. Urk Briest zegt de details van het plan zelf bij elkaar te hebben moeten sprokkelen; het comité maakte zelf maquettes die de verhouding tussen de geplande turbines en de Urker vuurtoren illustreren. In augustus 2009 maakten de belanghebbenden een begin met het voorlichten van de omwonenden middels een infokaravaan.

### Waterschap
In december 2009 maakte Urk Briest bezwaar tegen de nevenfunctie van dijkgraaf Henk Tiesinga van het waterschap Zuiderzeeland als voorzitter van de Koepel Windenergie Noordoostpolder. Volgens het comité kwam met Tiesinga’s voorzitterschap de integriteit van het openbaar bestuur in het gedrang. Ook riep het comité het waterschap op aanvullend onderzoek te verrichten naar de uitwerking van het bouwproject op de stabiliteit van de polderdijken. Urk Briest vreest voor dijkschade veroorzaakt door trillingen die in de grond ontstaan als de turbines draaien. Hierdoor verandert volgens het comité de structuur van het zand in de dijken, die daardoor zouden gaan lekken.

### Politiek

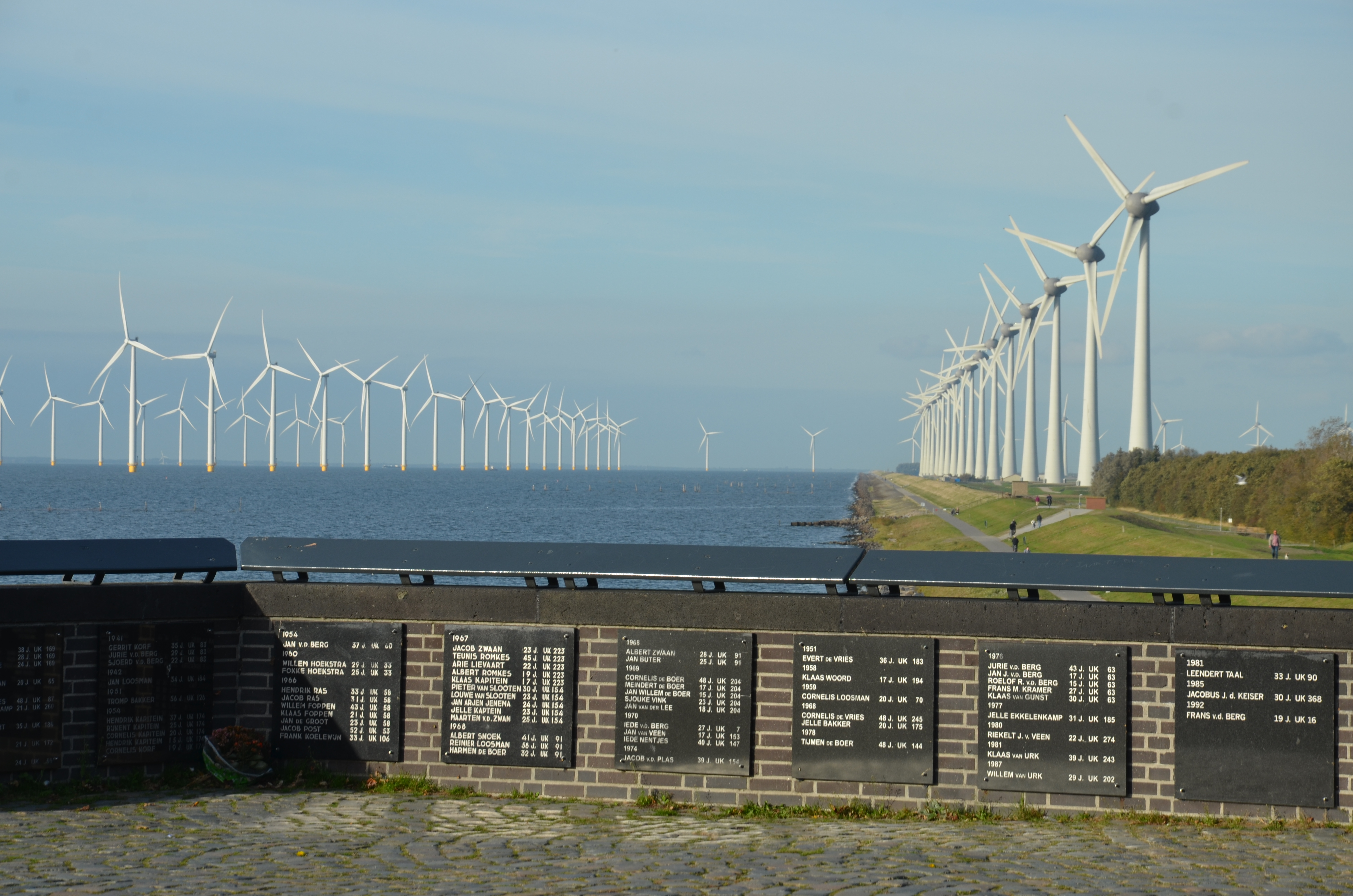
Uitzicht op het park vanaf het Urker vissersmonument, een voor Urkers gewijde plaats.

In Den Haag vroeg het Urker comité in april 2009 aandacht van de Tweede Kamer en de minister van Economische Zaken. In september hield men op Urk een debatavond met voor- en tegenstanders onder de regionale bestuurders en een vertegenwoordiger van het Nationaal Kritisch Platform Windenergie (NKPW). De Urker bevolking diende bijna 600 zienswijzen in tegen de milieueffectrapportage (MER) die Windpark Noordoostpolder had ingediend. Er werd protest aangetekend tegen vrijwel alle aspecten van de MER, variërend van horizonvervuiling tot veiligheidsaspecten. ‘Dit toont aan dat het windpark op lokaal niveau voor veel maatschappelijke onrust zorgt’, verklaarde het comité.
Op 23 april 2009 nam de Tweede Kamer tijdens een kort plenair debat een motie van VVD-Kamerlid Zijlstra aan waarin de regering wordt opgeroepen de horizon van het beschermde dorpsgezicht van Urk niet onnodig te vervuilen. Volgens de motie hebben de windturbines ‘onmiskenbaar een visueel-ruimtelijke impact op het dorp Urk’. De Kamer riep de regering op tijdens de besluitvorming rond het geplande windmolenpark ‘rekening te houden met de maatschappelijke en cultuurhistorische waarden’.
In juni 2010 besloot de minister dat zeven van de oorspronkelijk geplande 93 molens niet gebouwd zullen worden vanwege verwachte horizonvervuiling. De Urkers krijgen bovendien de gelegenheid financieel te participeren in het park zodat ze behalve van de lasten ook van de lusten van de windturbines kunnen genieten. Begin 2011 had de overheid alle vergunningen afgegeven die voor de realisatie van het windturbinepark nodig waren. Op 8 februari 2012 besloot de Afdeling bestuursrechtspraak van de Raad van State om het rijksinpassingsplan en de afgegeven vergunningen niet te vernietigen, zoals de tegenstanders hadden geëist. Tegen de uitspraak was geen beroep mogelijk en kon de bouw doorgaan. In het voorjaar van 2013 trachtten omwonenden, NKPW en Urk Briest de aanleg alsnog te blokkeren door de ontheffing van de Flora- en faunawet aan te vechten. Ook dit bezwaar werd echter op 19 juni 2013 door de Raad van State verworpen.